# Rob Schwimmer
Rob Schwimmer (* 1955) ist ein US-amerikanischer Jazz- und Improvisationsmusiker (Piano, Keyboard, Theremin, Orgel, Daxophon, Haken Continuum, Zither, Perkussion) und Filmkomponist.

## Leben und Wirken
Rob Schwimmer arbeitete seit den frühen 1980er-Jahren u. a. mit Annette Peacock, Thurman Barker, Roger Eckstine, James Emery, Haruhiko Takauchi, Bob Belden, Zane Massey. 1999 entstand mit Uri Caine und Mark Feldman das Trioalbum Theremin Noir, gefolgt von The Zmiros Project (Traditional Crossroads 2001), das er mit dem Trompeter Frank London und dem Klezmatics-Sänger Lorin Sklamberg aufgenommen hatte, und dem Piano-Solo-Album Beyond the Sky (2006). Im Bereich des Jazz war er zwischen 1974 und 2006 an 22 Aufnahmesessions beteiligt. Als Sessionmusiker arbeitete er außerdem mit Simon & Garfunkel, Stevie Wonder und Bette Midler, ferner schrieb er Musik für Filme wie Love Walked In (1997, Regie Juan José Campanella), Kaltes Blut – Auf den Spuren von Truman Capote (2006), Freeheld (2007) und Alien Trespass (2009).